# Cass Sunstein

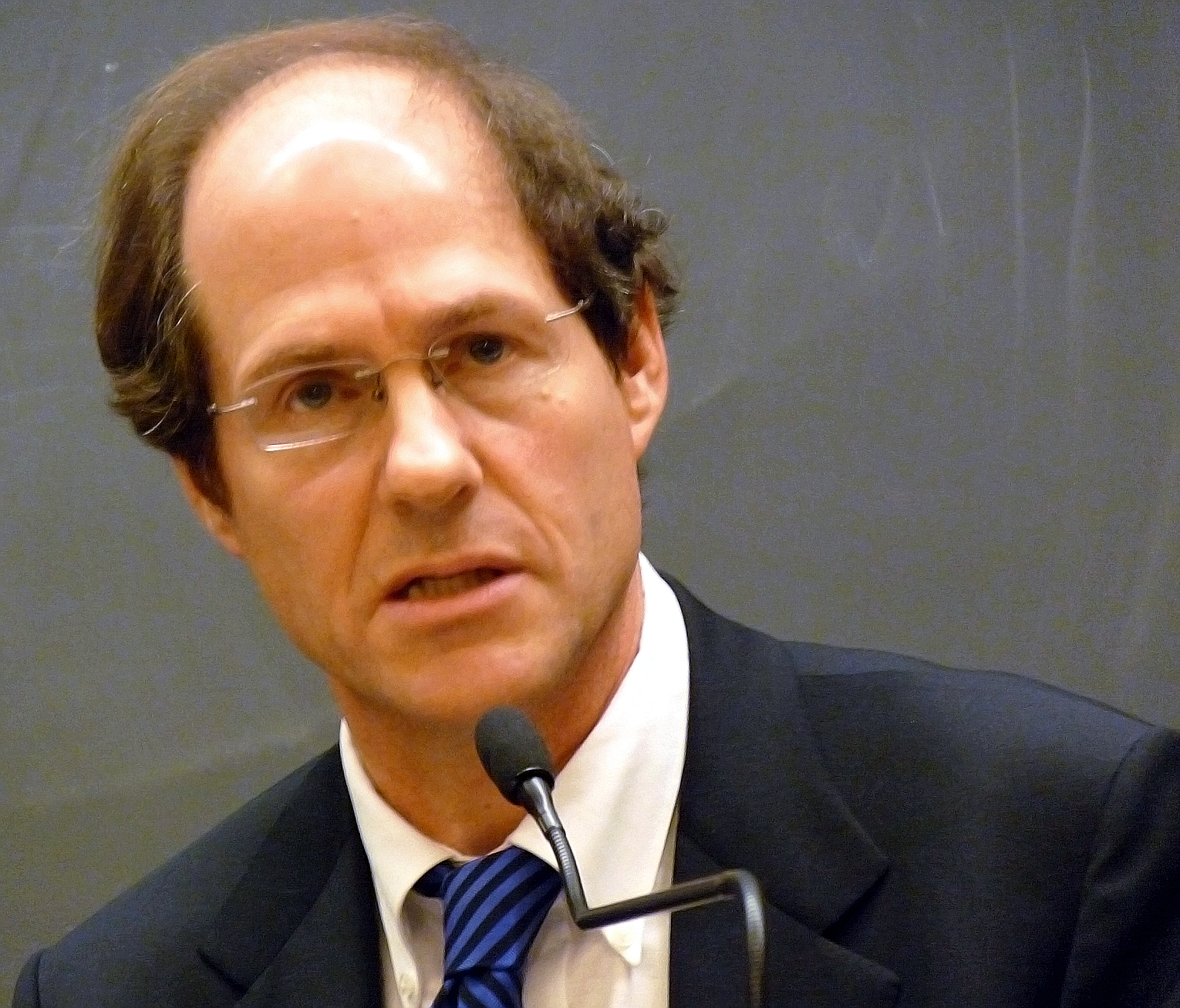
Cass Sunstein

Cass Robert Sunstein (* 21. September 1954 in Concord, Massachusetts) ist ein US-amerikanischer Professor für Rechtswissenschaft an der Harvard University. Seine Tätigkeitsschwerpunkte sind Verfassungsrecht, Verwaltungsrecht, Umweltrecht sowie eine verhaltensökonomische Analyse des Rechts. Für sein wissenschaftliches Werk wurde er 2018 mit dem Holberg-Preis ausgezeichnet.

## Leben
Cass Sunstein ist der Sohn von Cass Richard Sunstein und dessen Ehefrau Marian, geb. Goodrich. Sunstein erlangte seinen Bachelor of Arts 1975 am Harvard College. 1978 schloss er den J.D. mit magna cum laude an der Harvard Law School ab, wo er auch die Harvard Civil Rights-Civil Liberties Law Review herausgab. Danach war er als Clerk bei dem Richter Benjamin Kaplan am Massachusetts Supreme Judicial Court (1978–1979) und bei Thurgood Marshall am Supreme Court (1979–1980) beschäftigt. 1980 bis 1981 arbeitete er als Berater für das US-Justizministerium. Er ist Ehrendoktor der Copenhagen Business School.
Anschließend lehrte er mehr als 20 Jahre an der University of Chicago, sowohl an der Law School als auch am Fachbereich Politikwissenschaft. 1992 wurde er in die American Academy of Arts and Sciences gewählt. 2008 ging er an die Harvard Law School, wo er Direktor eines Forschungsprojekts über Risikoregulierung wurde.
Von 2009 bis 2012 leitete er im Weißen Haus unter Präsident Barack Obama das Office of Information and Regulatory Affairs, eine Unterbehörde des Office of Management and Budget. Seit 2010 ist er Mitglied der American Philosophical Society.
2013 übernahm er den Harvard-Lehrstuhl des emeritierten Frank Michelman (* 1936). 2017 wurde er zum Mitglied (Corresponding Fellow) der British Academy gewählt. Für 2018 wurde Sunstein der norwegische Holberg-Preis zugesprochen.
Sunstein war in erster Ehe verheiratet mit Lisa Ruddick, einer Englisch-Professorin an der University of Chicago; seit 2008 ist er mit der Harvard-Professorin und Diplomatin Samantha Power verheiratet.

## Werk
Sunstein gilt als einer der produktivsten und als meistzitierter rechtswissenschaftlicher Autor der USA. Bekannt wurde er für Thesen zu unterschiedlichen Themen, die oft auf verhaltensökonomischen Analysen von irrationalem Verhalten beruhen. So publizierte er zur Risikowahrnehmung und zum Vorsorgeprinzip, wobei er die Position vertritt, dass aktuell öffentlich diskutierte Gefahren von der Bevölkerung systematisch überschätzt werden. Zusammen mit Richard Thaler arbeitete er eine Theorie des libertären Paternalismus aus. Darin wird argumentiert, dass der Einzelne zwar frei über seine Zukunft entscheiden solle, dass aber die Rahmenbedingungen vom Staat so gesetzt werden sollten, dass irrationale Entscheidungen möglichst vermieden werden. Für diese Steuerung der Anreize etablierten Sunstein und Thaler den Begriff des Nudgings, des Anstupsens in die gewünschte Richtung. Nudging hat in der amerikanischen Rechtswissenschaft eine intensive Rezeption erfahren, was mit der dortigen besonderen Rolle des Paternalismus im Zusammenhang mit den Kompetenznormen der US-Verfassung zusammenhängt.
Weiterhin hat sich Cass Sunstein in Infotopia. Wie viele Köpfe Wissen produzieren mit Regeln für eine Kommunikation in offenen Wissensnetzwerken (wie Wikipedia) beschäftigt, „mit denen sich diese Diskussionsprozesse so gestalten lassen, daß wir zu mehr und vor allem exakterem Wissen kommen, an dem wir im infotopischen Idealfall alle partizipieren können“.
In seinem 2017 veröffentlichten Buch Gesetze der Angst. Jenseits des Vorsorgeprinzips setzt sich Sunstein kritisch mit dem Vorsorgeprinzip auseinander. Nach Sunstein kann das Vorsorgeprinzip in einer sehr engen Formulierung bzw. Auslegung nicht mehr als Entscheidungsbasis für regulatorisches Handeln dienen, da jede mögliche Handlungsoption Risiken nach sich zieht und das Vorsorgeprinzip in einer engen Auslegung somit alle Optionen ausschließen würde. Ferner erläutert er, dass „es klar identifizierbare Eigenschaften des menschlichen Denkens gibt“, die dem Prinzip fälschlicherweise den Anschein verleihen, Orientierung zu bieten. Im zweiten Teil des Buches setzt er sich mit möglichen Lösungsansätzen auseinander.
Sunstein veröffentlichte 2009 zusammen mit Adrian Vermeule einen Aufsatz über falsche und schädliche Verschwörungstheorien (dass es auch echte Verschwörungen gibt, Verschwörungstheorien also auch zutreffend und nützlich sein können, konzediert er unumwunden). Darin vertreten sie die These, falsche und schädliche Verschwörungstheorien entstünden auf der Grundlage einer „verkrüppelten Erkenntnistheorie“ („crippled epistemology“) und seien „eine Teilmenge der großen Kategorie falscher Annahmen“ („a subset of the large category of false beliefs“) und somit gesellschaftlich und politisch schädlich, insbesondere für die Antiterrorpolitik der amerikanischen Regierung. Sunstein und Vermeulen empfehlen, die Regierung solle die Verbreitung solcher Verschwörungstheorien aktiv bekämpfen, indem man Regierungsmitarbeiter beauftrage, Chaträume zu betreten, sozialen Netzwerken und realen Gruppen beizutreten, um dort Zweifel an den faktischen Prämissen der Verschwörungstheorien, ihrer kausalen Logik oder ihren Implikationen für politisches Handeln zu verbreiten. Der australische Philosoph David Coady kritisiert, diese prinzipielle Delegitimierung aller Verschwörungstheorien sei Propaganda, die das Ziel verfolge, die Glaubhaftigkeit von „Herden-Meinungen“ oder Erklärungen der Regierung zu erhöhen. In diesem Sinne schade eine solche „Verschwörungshetze“ dem Ideal einer offenen Gesellschaft.

## Schriften
- Gesetze der Angst. Jenseits des Vorsorgeprinzips. Suhrkamp, Frankfurt 2007, ISBN 978-3-518-58479-8 (Originaltitel: Laws of Fear. Beyond the Precautionary Principle. 2005. Übersetzt von Robin Celikates, Eva Engels).
  - Rezensionen: Jürgen Kaube: Sorgen mit Nebenwirkungen. In: Deutschlandradio Kultur (Hrsg.): Radiofeuilleton: Kritik. 3. Mai 2007 (dradio.de).
- Infotopia. Wie viele Köpfe Wissen produzieren. Suhrkamp, Frankfurt 2009, ISBN 978-3-518-58521-4 (Originaltitel: Infotopia. How Many Minds Produce Knowledge. 2006. Übersetzt von Robin Celikates, Eva Engels).
  - Rezensionen:
 Rainer Kuhlen: Cass R. Sunstein: Infotopia. In: Achim Eschbach, Vinzenz Hediger und Horst Pöttker (Hrsg.): rezensionen:kommunikation:medien. 12. Februar 2010 (rkm-journal.de).
 Kolja Mensing: Legitimation durch smarte Verfahren. In: Deutschlandradio Kultur (Hrsg.): Radiofeuilleton: Kritik. 14. Mai 2009 (dradio.de).
- mit Richard Thaler: Nudge. Improving Decisions About Health, Wealth, and Happiness. überarbeitete Ausgabe. Penguin, New York / London 2009, ISBN 0-14-104001-7
  - deutsch: Nudge. Wie man kluge Entscheidungen anstößt. Ullstein, Berlin 2011, ISBN 978-3-548-37366-9.
- „#republic“. Divided Democracy in the Age of Social Media. Princeton University Press, Princeton und Oxford 2017, ISBN 978-0-691-17551-5.
  - Rezensionen: Florian Meinel: Meinungen sind eben nichts Natürliches. Der Verfassungsrechtler Cass Sunstein überlegt, wie sich demokratische Öffentlichkeit gegen die Effekte sozialer Netzwerke immunisieren lässt. In: Frankfurter Allgemeine Zeitung, Neue Sachbücher, Nr. 173, Freitag, 28. Juli 2017, S. 12.
- Liars: Falsehoods and Free Speech in an Age of Deception. Oxford University Press, New York 2021, ISBN 978-0-19-754511-9.
- How to Interpret the Constitution. Princeton University Press, Princeton 2023, ISBN 978-0-691-25204-9.
- Climate Justice: What Rich Nations Owe the World – and the Future. MIT Press, Cambridge 2025, ISBN 978-0-262-04946-7.